# Canal de Chichester
Pour les articles homonymes, voir Canal de Chichester (homonymie).
Le canal de Chichester est un canal du Royaume-Uni creusé au début du XIXe siècle pour relier Chichester dans le Sussex à son port. Il mesure 7,2 km et relie la ville à la mer par deux écluses.